# Újezd (ort i Tjeckien, Zlín)
Újezd är en ort i Tjeckien.   Den ligger i regionen Zlín, i den östra delen av landet, 270 km öster om huvudstaden Prag. Újezd ligger 437 meter över havet och antalet invånare är 1 202.
Terrängen runt Újezd är kuperad norrut, men söderut är den platt.Runt Újezd är det ganska tätbefolkat, med 70 invånare per kvadratkilometer. Närmaste större samhälle är Zlín, 18,3 km väster om Újezd. Omgivningarna runt Újezd är en mosaik av jordbruksmark och naturlig växtlighet.